# Futsutsuka na Akujo de wa Gozaimasu ga
Futsutsuka na Akujo de wa Gozaimasu ga - Sūgū Chōso Torikae Den (ふつつかな悪女ではございますが ～雛宮蝶鼠とりかえ伝～?) es una serie de novelas ligeras japonesas escritas por Satsuki Nakamura. La serie se originó en el sitio web Shōsetsuka ni Narō en julio de 2020, antes de ser publicada en forma impresa con ilustraciones de YukiKana por Ichijinsha a partir de diciembre. Se ha anunciado una adaptación televisiva de la serie de anime producida por Doga Kobo.

## Contenido de la obra

### Novelas ligeras
La novela ligera fue escrito por Satsuki Nakamura, Futsutsuka na Akujo de wa Gozaimasu ga se serializó en el sitio web de publicación de novelas Shōsetsuka ni Narō el 15 de julio de 2020. La serie fue posteriormente adquirida por Ichijinsha, quien comenzó a publicar la serie impresa con ilustraciones de YukiKana el 28 de diciembre de 2020. Hasta octubre de 2024, se han publicado nueve volúmenes.
| Volúmenes de novelas ligeras publicadas | Volúmenes de novelas ligeras publicadas | Volúmenes de novelas ligeras publicadas |
| Número                                  | Fecha de lanzamiento                    | ISBN                                    |
| --------------------------------------- | --------------------------------------- | --------------------------------------- |
| 1                                       | 28 de diciembre de 2020                 | ISBN 978-4-75-809323-1                  |
| 2                                       | 2 de junio de 2021                      | ISBN 978-4-75-809370-5                  |
| 3                                       | 2 de noviembre de 2021                  | ISBN 978-4-75-809412-2                  |
| 4                                       | 4 de abril de 2022                      | ISBN 978-4-75-809453-5                  |
| 5                                       | 4 de octubre de 2022                    | ISBN 978-4-75-809497-9                  |
| 6                                       | 4 de abril de 2023                      | ISBN 978-4-75-809542-6                  |
| 7                                       | 3 de octubre de 2023                    | ISBN 978-4-75-809587-7                  |
| 8                                       | 2 de abril de 2024                      | ISBN 978-4-75-809632-4                  |
| 9                                       | 2 de octubre de 2024                    | ISBN 978-4-75-809680-5                  |

### Manga
Una adaptación al manga, ilustrada por Ei Ohitsuji, comenzó a serializarse en la revista Monthly Comic Zero Sum de Ichijinsha el 28 de diciembre de 2020. A partir de febrero de 2025, los capítulos individuales de la serie se han recopilado en ocho volúmenes tankōbon.

### Anime
El 17 de marzo de 2025 se anunció una adaptación de la serie de televisión de anime. La serie será producida por Doga Kobo y dirigida por Mitsue Yamazaki, con Yoshiko Nakamura a cargo de la composición de la serie y Ai Kikuchi diseñando los personajes.